# Presidente Nereu
Presidente Nereu é um município brasileiro do Estado de Santa Catarina.  Localiza-se a uma latitude 27º16'38" sul e a uma longitude 49º23'25" oeste, estando a uma altitude de 390 metros. Sua população estimada em 2011 era de 2 282 habitantes.

## Histórico
Presidente Nereu iniciou sua história por volta de 1920, período em que caçadores vindos de São Pedro de Alcântara se fixaram como primeiros moradores do local. O início da colonização de Presidente Nereu começou com José da Costa Miranda em 3 de maio de 1928, quando esse iniciou a demarcação da colônia Agrícola de Edelberto Brasilides de Oliveira. Em 12 de julho de 1928, Antônio Fernando Jönck, fixou-se como o primeiro morador. A primeira denominação do lugar, foi dada por José da Costa Miranda: Vila D'Alva, em homenagem a filha do proprietário das terras. Entretanto, com a chegada de outros pioneiros, a região passou a ser denominada de diversos nomes: Gaspar, Brusque Nova, Santa Rita, Boa Esperança e Naufrágio, este último para lembrar o acidente de barco com imigrantes, ocorrido no Rio Itajaí Mirim. No início da década de 1930, residiam as famílias de Antônio Pedroni, Oswaldo Kretzschamar, Celeste Gilli, Arnold Hang, Maximiliano Cadilhac, entre outros.
Em 4 de junho de 1935, cria-se o distrito de Nilo Peçanha, sendo que em 1938 trocou-se o nome para Itaquá. Em 1 de dezembro de 1961 foi elevado à categoria de município com a denominação de Presidente Nereu, pela lei estadual nº 792. O topônimo foi dado em homenagem ao catarinense Nereu Ramos, o único catarinense que presidiu o Brasil.
Aloísio Beckhauser foi o primeiro prefeito eleito do município no ano de 1962.